# جو بلکت
جو بلکت (انگلیسی: Joe Blackett؛ زادهٔ ۲۰ ژوئن ۱۸۷۵) بازیکن فوتبال است.
از باشگاه‌هایی که در آن بازی کرده‌است می‌توان به باشگاه فوتبال لوتون تاون اشاره کرد.